# Ákos Szilágyi (Skispringer)
Ákos Szilágyi (geboren am 12. September 1995) ist ein derzeit nicht aktiver ungarischer Skispringer.

## Werdegang
Ákos Szilágyi trat ab 2008 in ersten internationalen Wettbewerben unter dem Dach der Fédération Internationale de Ski, unter anderem im FIS Cup, in Erscheinung. Bei den Nordischen Junioren-Skiweltmeisterschaften 2009 im slowakischen Štrbské Pleso erreichte er im Einzelspringen von der Normalschanze den 78. und im Teamspringen, das ebenfalls von der Normalschanze ausgetragen wurde, für Ungarn gemeinsam mit Ármin Csukovics, István Pungor und David Cseke den 18. Platz.
Ein knappes Jahr später nahm er auch an den Nordischen Junioren-Skiweltmeisterschaften 2010 in Hinterzarten teil, wo er sich im Einzelspringen um eine Position auf Platz 77 verbesserte und im Teamwettbewerb, dieses Mal nur an der Seite von István Pungor und David Cseke, erneut den 18. Rang erreichte. Bei den Junioren-Skiweltmeisterschaften 2011 in Otepää sprang er im Einzelwettkampf von der Normalschanze auf den 66., bei dem Europäischen Olympischen Winter-Jugendfestival 2011 in Liberec im gleichen Wettbewerb auf den 51. Platz.
Szilágyi war Teilnehmer bei den Olympischen Jugend-Winterspielen 2012 in Innsbruck, wo er in einem Einzelwettkampf 20. wurde. Wenige Wochen später sprang er beim Einzelwettkampf von der Normalschanze bei den Nordischen Junioren-Skiweltmeisterschaften 2012 in Erzurum auf den 65. Platz.
Im Sommer 2012 gab er im slowenischen Kranj sein Debüt im Skisprung-Continental-Cup mit einem 65. Platz. Im Januar 2013 trat er zu einem Wettbewerb bei den Nordischen Junioren-Skiweltmeisterschaften 2013 in Liberec, seinen fünften Junioren-Skiweltmeisterschaften, an und wurde 57. im Springen von der Normalschanze.
Bei den Nordischen Skiweltmeisterschaften 2013 im italienischen Predazzo scheiterte Szilágyi an der Qualifikation für das Einzelspringen von der Normalschanze.
Seit Sommer 2013 trat Szilágyi zu keinen Wettbewerben der Fédération Internationale de Ski mehr an.